# 이름과 필연

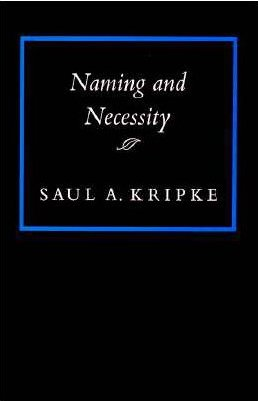
이름과 필연 책

이름과 필연(Naming and Necessity)은 1970년 철학자 솔 크립키가 프린스턴 대학교에서 3개의 강의를 글로 옮겨 적어놓은 1980년 책으로, 언어철학에서 고유명(proper name)의 논란을 다루었다. 이 필사 내용은 1972년 도널드 데이비슨과 길버트 하먼이 편집한 Semantics of Natural Language라는 책에서 처음 소개되었다. 분석철학자들 사이에서 이름과 필연은 21세기의 가장 중요한 철학 작품 중 하나로 널리 인식되고 있다.